# Аньєр Гарсія
Аньєр Октавіо Гарсія Ортіз (ісп. Anier Octavio García Ortíz; нар. 9 березня 1976, Сантьяго-де-Куба, Куба) — кубинський легкоатлет, що спеціалізується на бігу з бар'єрами, олімпійський чемпіон 2000 року, бронзовий призер Олімпійських ігор 2004 року.

## Кар'єра
| Рік              | Змагання                     | Місто                      | Місце            | Дисципліна        | Примітки         |
| Представник Куба | Представник Куба             | Представник Куба           | Представник Куба | Представник Куба  | Представник Куба |
| ---------------- | ---------------------------- | -------------------------- | ---------------- | ----------------- | ---------------- |
| 1996             | Олімпійські ігри             | Атланта, США               | 18               | 110 м з бар'єрами | 13.58            |
| 1997             | Чемпіонат світу в приміщенні | Париж, Франція             | 1                | 60 м з бар'єрами  | 7.48             |
| 1997             | Чемпіонат світу              | Афіни, Греція              | 14               | 110 м з бар'єрами | 13.46            |
| 1998             | Кубок світу IAAF             | Йоганнесбург, ПАР          | 3                | 110 м з бар'єрами | 13.14            |
| 1999             | Чемпіонат світу в приміщенні | Маебасі, Японія            | 6                | 60 м з бар'єрами  | 7.59             |
| 1999             | Панамериканські ігри         | Вінніпег, Канада           | 1                | 110 м з бар'єрами | 13.17            |
| 1999             | Чемпіонат світу              | Севілья, Іспанія           | 2                | 110 м з бар'єрами | 13.07            |
| 2000             | Олімпійські ігри             | Сідней, Австралія          | 1                | 110 м з бар'єрами | 13.00            |
| 2001             | Чемпіонат світу в приміщенні | Лісабон, Португалія        | 2                | 60 м з бар'єрами  | 7.54             |
| 2001             | Чемпіонат світу              | Едмонтон, Канада           | 2                | 110 м з бар'єрами | 13.07            |
| 2001             | Фінал Гран-прі IAAF          | Мельбурн, Австралія        | 1                | 110 м з бар'єрами | 13.22            |
| 2002             | Кубок світу IAAF             | Мадрид, Іспанія            | 1                | 110 м з бар'єрами | 13.10            |
| 2003             | Чемпіонат світу в приміщенні | Бірмінгем, Велика Британія | 2                | 60 м з бар'єрами  | 7.49             |
| 2004             | Олімпійські ігри             | Афіни, Греція              | 3                | 110 м з бар'єрами | 13.20            |
| 2005             | Чемпіонат світу              | Гельсінкі, Фінляндія       | 3                | 110 м з бар'єрами | 13.10            |